# Noel Clarasó i Serrat
Noel Clarasó i Serrat (Barcelona, 3 de desembre de 1899 - 18 de gener de 1985) fou un escriptor català, d'expressió catalana i castellana, de diversos registres.

## Biografia
Fill de l'escultor Enric Clarasó i Daudí, l'any 1938 va guanyar el premi Crexells amb la novel·la Francis de Cer, que ha restat inèdita.
Va escriure llibres de jardineria, novel·la psicològica, novel·la policíaca i de terror. Deu la seva fama a l'humorisme, que va cultivar extensament, i a les innombrables citacions literàries que es poden trobar a tots els diccionaris de frases cèlebres. Al llarg de la seva vida literària, utilitzà altres pseudònims literaris com Jorge Dearán i León Daudí. Amb aquest últim –palíndrom del seu propi nom– publicà un recull d'aforismes i citacions, Prontuario de citas célebres (1964), i manuals de la llengua castellana com Prontuario del lenguaje y estilo (1963) i Prontuario de poesía castellana (1965).

## Obres
- Biografía del humor y del mal humor. Barcelona : José Janés, 1947
- Diccionario humorístico (1950)
- La Costa Brava (1963)
- Prontuario del lenguaje y estilo (1963)
- Antología de anécdotas (1971)